# Latorca nemzetközi InterCity
A Latorca nemzetközi InterCity (Ukrajnában Latoritsya gyorsvonat) egy a MÁV és a UZ által közlekedtetett InterCity vonat (vonatszám: IC 33/34), amely Budapest és Munkács között közlekedik.

## Története
2003/2004-es menetrendváltástól közlekedik. A vonat ekkor csak Budapest-Csap között közlekedett (vonatszám: 624/627). Budapesti végállomás ekkor még Budapest-Keleti volt.
2006. december 10-től az új menetrendváltástól a vonat átkerült Budapest-Nyugati pályaudvarra.
2008-2014 között csak belföldön Budapest-Záhony viszonylatban.
2014. december 14-től újra Csapig közlekedik, illetve a Tisza InterCity megszűnése után a vonat továbbítja a kijevi és a lvivi hálókocsikat új vonatszámmal (33/34).
2017. december 10-től a vonatban már csak a lvivi hálókocsik közlekednek, a kijevi kocsikat a Hortobágy EuroCity továbbítja Bécsig.
2018. december 9-től a lvivi kocsik már nem közlekednek, továbbá a vonat útvonalát meghosszabbították Munkácsig.
A 2020-as koronavírus-járvány miatt ideiglenesen csak Budapest és Záhony között közlekedett. 2021. június 1-jétől a vonat újra Ukrajna felé közlekedik,de csak Csapig, később újra Munkácsig.
2022/2023-as menetrendváltástól Munkácsról új Latorca vonatpár közlekedik 31-es vonatszámmal.

## Útvonala
A vonat Budapest-Nyugati pályaudvarról indul Szolnok, Debrecen, Nyíregyháza, Záhony és Csap érintésével közlekedik.

## Megállóhelyei
| Megállóhelyek             |
| ------------------------- |
| 1. Budapest-Nyugati       |
| 2. Zugló                  |
| 3. Kőbánya-Kispest        |
| 4. Ferihegy               |
| 5. Cegléd                 |
| 6. Szolnok                |
| 7. Püspökladány           |
| 8. Hajdúszoboszló         |
| 9. Debrecen               |
| 10. Nyíregyháza           |
| 11. Kisvárda              |
| 12. Záhony                |
| 13. Чоп (Csap) ( Ukrajna) |
| 14. Мукачево (Munkács)    |

## Vonatösszeállítás
A vonatot Budapest és Záhony között általában a MÁV 630 sorozatú mozdonya vontatja. Záhonytól Munkácsig 418 sorozatú dízelmozdony vontatja.
Vonatösszeállítás 2024. december 15-jétől:
| Kocsiszám | Típus                             | Útirány                               |
| --------- | --------------------------------- | ------------------------------------- |
|           | START 480 villanymozdony          | Budapest – Záhony                     |
|           | START 418 dízelmozdony            | Záhony – Munkács                      |
| 18        | START Apee (termes másodosztályú) | Budapest – Záhony                     |
| 19        | START ARmz (étkező)               | Budapest – Záhony                     |
| 21        | START Bpee (termes másodosztályú) | Budapest – Záhony                     |
| 22        | START Bpee (termes másodosztályú) | Budapest – Munkács                    |
| 23        | START Bpee (termes másodosztályú) | Budapest – Munkács                    |
| 24        | START Bpee (termes másodosztályú) | Budapest – Munkács                    |
| 25        | START Bhv (termes másodosztályú)  | Budapest – Nyíregyáza (csak vasárnap) |
| 26        | START Bhv (termes másodosztályú)  | Budapest – Nyíregyáza (csak vasárnap) |

| Kocsiszám | Típus                             | Útirány            |
| --------- | --------------------------------- | ------------------ |
|           | START 418 dízelmozdony            | Munkács – Záhony   |
|           | START 470 villanymozdony          | Záhony – Budapest  |
| 24        | START Bpee (termes másodosztályú) | Munkács – Budapest |
| 23        | START Bpee (termes másodosztályú) | Munkács – Budapest |
| 22        | START Bpee (termes másodosztályú) | Munkács – Budapest |
| 21        | START Bpee (termes másodosztályú) | Záhony – Budapest  |
| 19        | START ARmz (étkező)               | Záhony – Budapest  |
| 18        | START Apee (termes másodosztályú) | Záhony – Budapest  |
|           | START Bhv (termes másodosztályú)  | Záhony – Budapest  |
|           | START Bhv (termes másodosztályú)  | Záhony – Budapest  |